# Cipsela

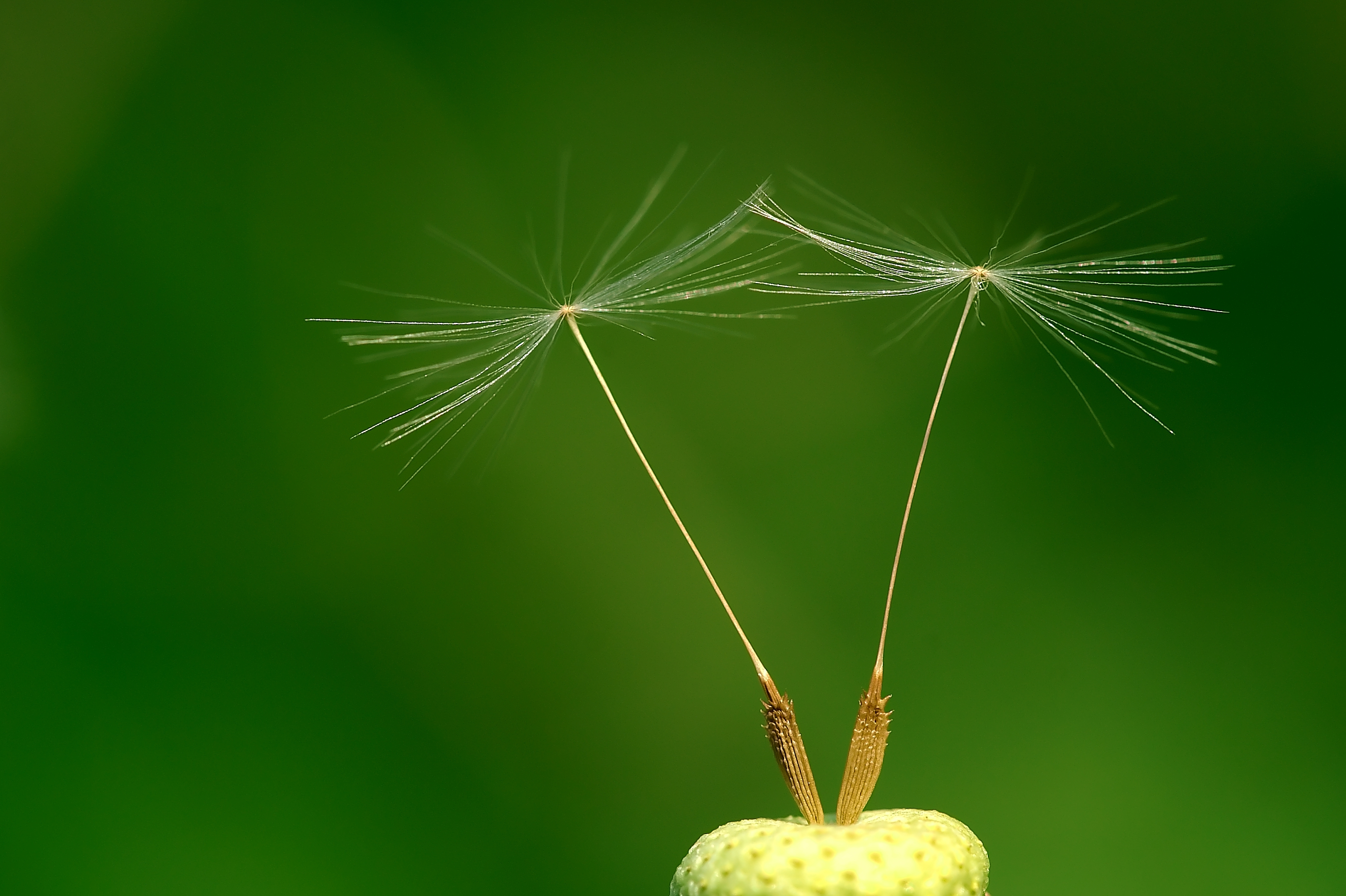
Dos cipselas con vilano aparasolado de Taraxacum officinale (Asteraceae).

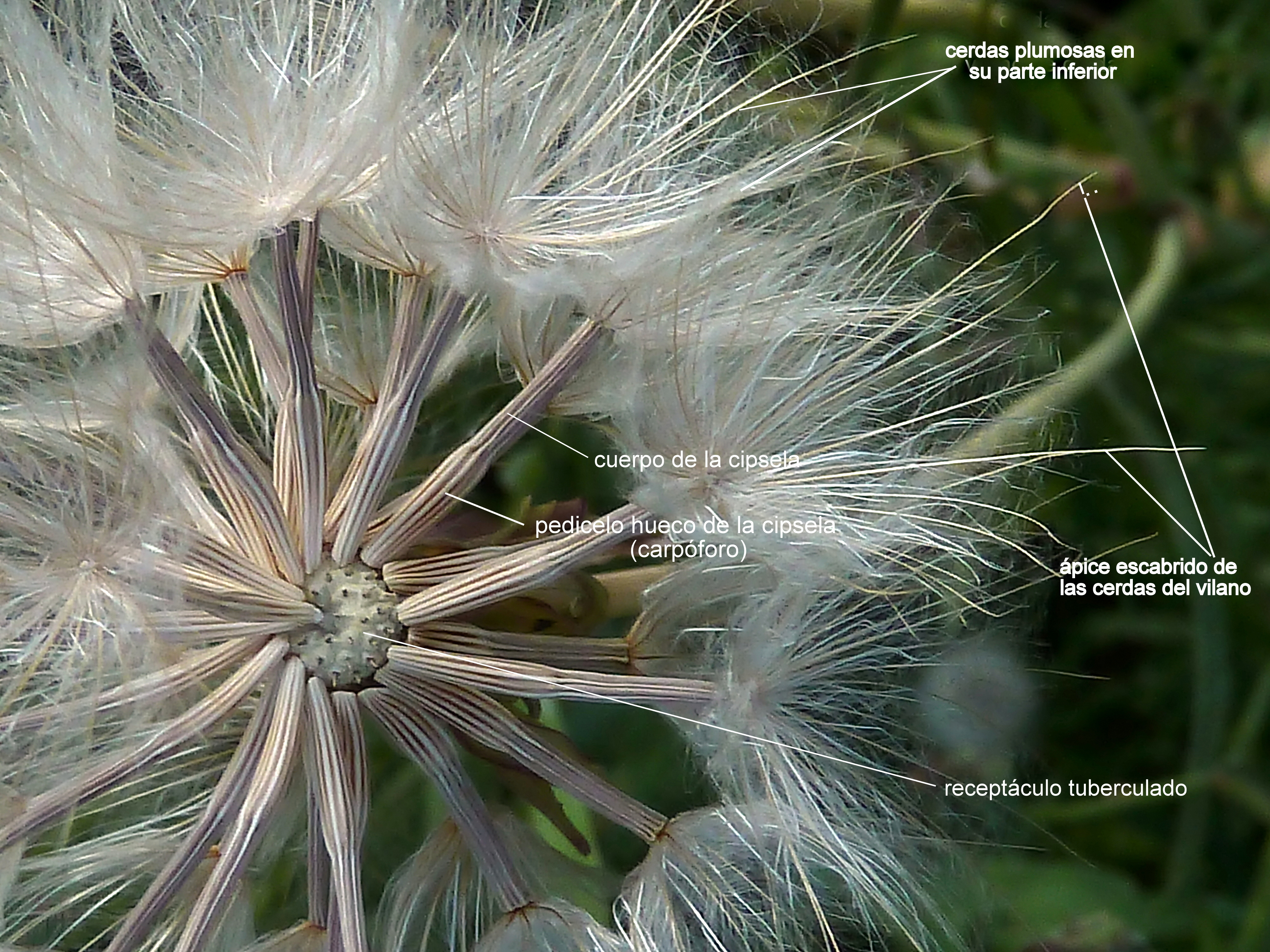
Cipselas in situ de Podospermum laciniatum con su típico carpóforo

Cipsela (o cypsela, plural cypselae o cypselas - del vocablo griego κυψέλη  que significa: caja, cofre) es un término creado por el botánico francés Charles-François Brisseau de Mirbel en 1815, en su Éléments de physiologie végétale et de botanique, para un tipo de fruto seco indehiscente formado por un aquenio procedente de un ovario bicarpelar ínfero (hipoaquenio) con pericarpio duro separado de la semilla. Puede estar ocasionalmente ornamentado con pequeños ganchos para favorecer su adherencia al pelaje de animales (exozoocoria) o a otro tipo de superficies. Está a menudo coronado por una estructura apical, el vilano (o papus), que es un penacho de restos del cáliz transformados en pelos o escamas, a veces aparasolado, que facilitan la dispersión por anemocoria. Por confusión o costumbre, se usa frecuentemente el término cipsela de manera restrictiva; o sea solo para este tipo de aquenio con vilano, aunque se tendría que aplicar a todos los tipos de aquenio bicarpelares uniloculares, que tengan o no dicho vilano.
La morfología de las cipselas de dicha familia posee un marcado valor taxonómico y son de una importancia capital para la identificación y diferenciación de los taxones, por lo menos hasta el nivel genérico.
Las cipselas de ciertos géneros de dicha familia Asteraceae (por ejemplo Podospermum y Stevia) tienen en su parte inferior un pedicelo hueco soportando el cuerpo propiamente dicho del fruto y que, en los estados de desarrollo anteriores a la fructificación, sostenía al ovario. Se le conoce como carpopodio, carpóforo o carpophorus. Este tipo de pedicelo no es exclusivo de la familia y existe también en otras.
Aparte de la familia Asteraceae, existen también frutos en cipsela, por ejemplo, en las Dipsacáceas.
- Nota importante: Tendría que aplicarse sistemáticamente —como lo hacen los anglo-sajones— el término cipsela para los frutos de las Asteraceae en lugar de "aquenio", ya que en rigor no son aquenios, pues estos últimos son frutos que derivan de un ovario supero unicarpelar, y los frutos de las Asteraceae derivan todos de un ovario infero bicarpelar.